# بانیجوریان
بانیجوریان یک دودمان ایرانی کم‌عمر بودند که بر تخارستان و بخش‌هایی از هندوکش فرمان می‌راندند. آن‌ها تا سقوطشان در سال ۹۰۸ میلادی خراج‌گذار دولت سامانی بودند.

## حاکمان
1. هاشم بن بانیجور (حکومت ۸۴۸–۸۵۷)
2. داوود بن عباس بن هاشم (حکومت ۸۵۷–۸۷۳)
3. محمد بن احمد بن بانیجور (حکومت ۸۷۳–۸۹۸/۸۹۹)
4. احمد بن محمد (حکومت ۸۹۹–۹۰۸)